# Mercedes-Benz GLC-Клас
Mercedes-Benz GLC-Клас — компактний кросовер, який представили громадськості у червні 2015 року.

## Перше покоління (X253; 2015-2022)

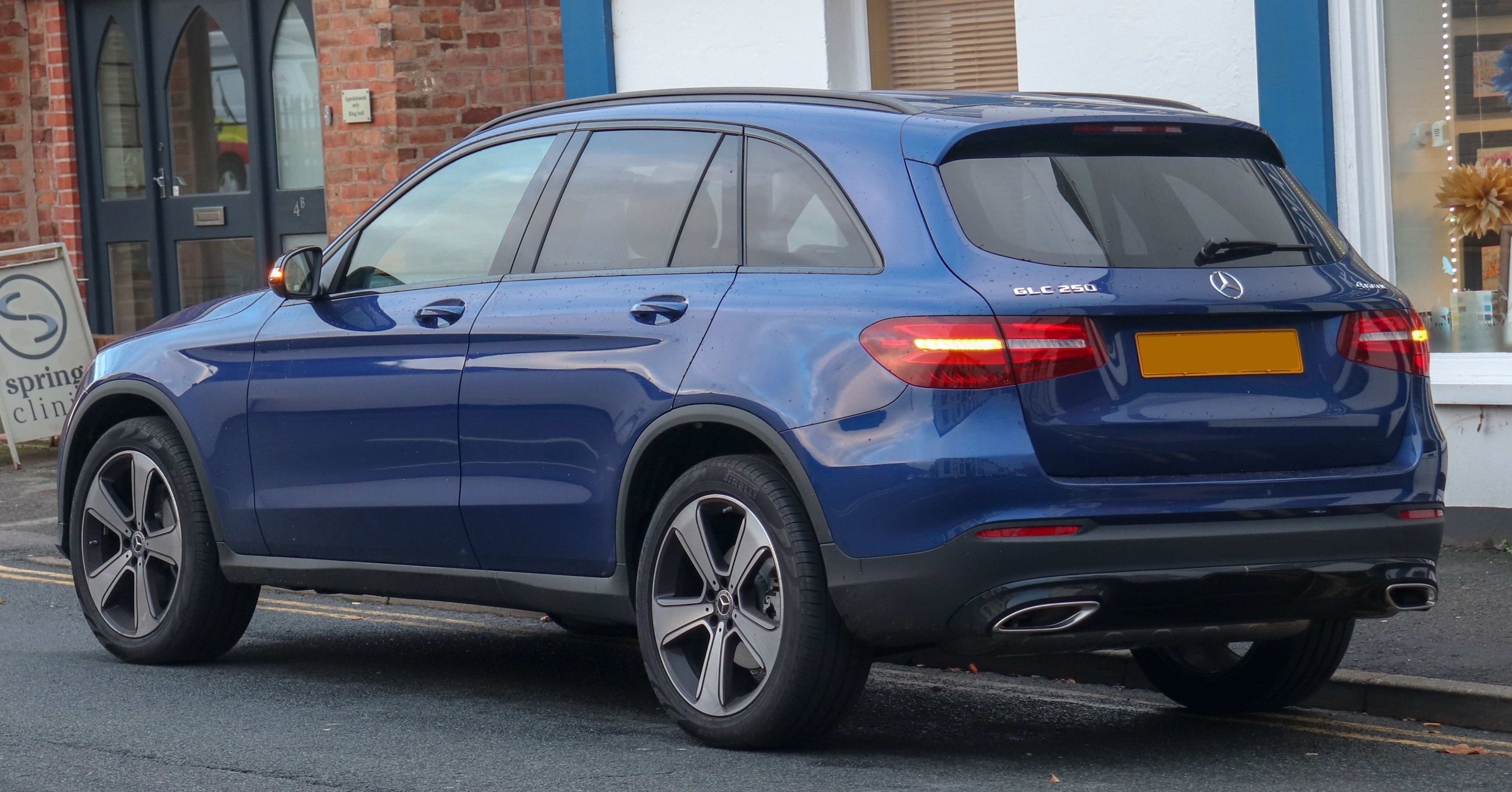
Mercedes-Benz GLC 250 (2015-2019)

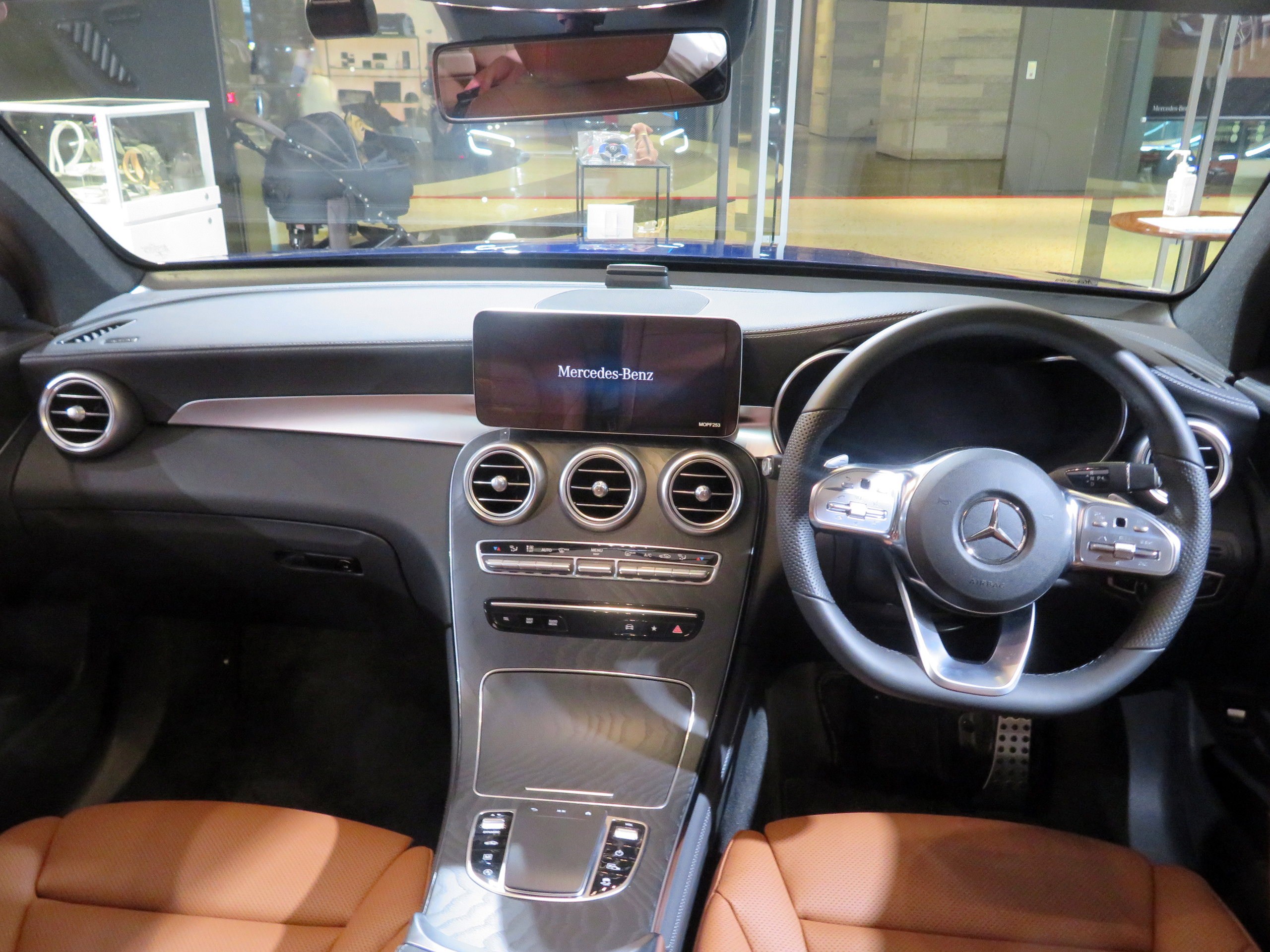
Салон

Автомобіль GLC-класу (заводський індекс X253), що замінив Mercedes-Benz GLK-Клас, збудований на платформі MRA, яка лежить в основі Mercedes-Benz C-класу (W205). Через кілька місяців після прем'єри п'ятидверної моделі компанія влаштувала огляд версії купе під назвою Mercedes-Benz GLC Coupe.
Передня підвіска двох важільна з алюмінієвими важелями (замість стійок McPherson як у колишньої моделі GLK) у них загальна, а задня підвіска — своя, в даному випадку перероблена багато важільна C-Класу серії W204. На вибір — кілька варіантів шасі, починаючи від базового з амплітудо залежними амортизаторами і закінчуючи електронно керованим з пневмо стійками. Опціональний позашляховий пакет за рахунок інших пружин додає до вихідних 181 мм кліренсу ще 20, а AMG-шасі, навпаки, — забирає 15.
Від пневмопідвіски кросовера Porsche Macan мерседесівська, фірми ZF Sachs, відрізняється багатокамерністю пружин — спереду у них дві камери, ззаду — три. Вихідний дорожній просвіт тут, як і зі звичайними пружинами, — 181 мм. Але його верхній, позашляховий межа — 227 мм, а нижній, для режиму Sport+ — 146. До того ж при навантаженні пневматичний GLC може сісти ще на п'ять міліметрів.
Кузов GLC на 50 кг легший, ніж у GLK. На 59 % він складається з високоміцних сталей і сталей середньої жорсткості, ще 17 % — це надміцні сплави: основна частина панелі підлоги, пороги, стійки і каркас даху. Стали гарячого формування — 11 %. Це поперечки між моторним відсіком і салоном, центральний тунель і «ребра» статі. А решта 13 % — алюміній. З нього виготовлені капот, панелі даху, частина підлоги багажника і опори стійок передньої підвіски.
У гамму моторів моделі увійшли два дизельних двигуна об'ємом 2.1 і 3.0 літра (потужністю від 150 до 265 к.с.) і кілька бензинових агрегатів, включаючи два 2.0-літрові бензинові установки потужністю 184 к.с. і крутним моментом 300 Нм та потужністю 211 к.с., одним 3.0 л потужністю 333 к.с.
Клієнтам запропонують на вибір версії з заднім або повним приводом, а типів коробок передач буде аж три — шестиступенева механічна або автоматична з сімома або дев'ятьма передачами.
У продаж надійшли і дві спортивні модифікації. Mercedes-Benz GLC 450 AMG Sport отримав бі-турбо двигун V6 3.0 л з 367 к.с., а Mercedes-AMG GLC 63 — V8 4.0 л з двома турбокомпресорами і потужністю від 476 до 510 к.с. залежно від форсування.
У базовій комплектації кросовер оснащений підвіскою зі сталевими пружинами і адаптивними амортизаторами, а за доплату можна отримати пневмопідвіску Air Body Control. Таке шасі теж комплектується адаптивними амортизаторами, а ще в цій підвісці є пружні елементи зі склопластику (для зниження маси). На додачу для моделі запропоновано пакет Off-Road Engineering, що підвищує дорожній просвіт. У версіях з пневмопідвіскою він досягає 227 мм, але при бажанні може бути зменшений на 15, 35 або 40 мм.
Автомобіль оснащений системою постійного повного приводу 4Matic з несиметричним міжосьовим диференціалом: тяга розподіляється в співвідношенні 45:55 на користь задньої осі. На відміну від GLK, який через об'ємного корпусу «автомата» не міг бути праворульним (для рульового вала справа банально не вистачало місця), GLC буде поставлятися і в країни з лівостороннім рухом — тут «роздатка» не вбудована в корпус коробки передач, а кріпиться зовні. У опціональний пакет Off-Road Engineering входять позашляхові алгоритми роботи силового агрегату і ESP, підвіска зі збільшеним на 20 мм кліренсом (до 201 мм у випадку зі звичайними пружинами) і захист днища.

### Фейсліфтинг 2019

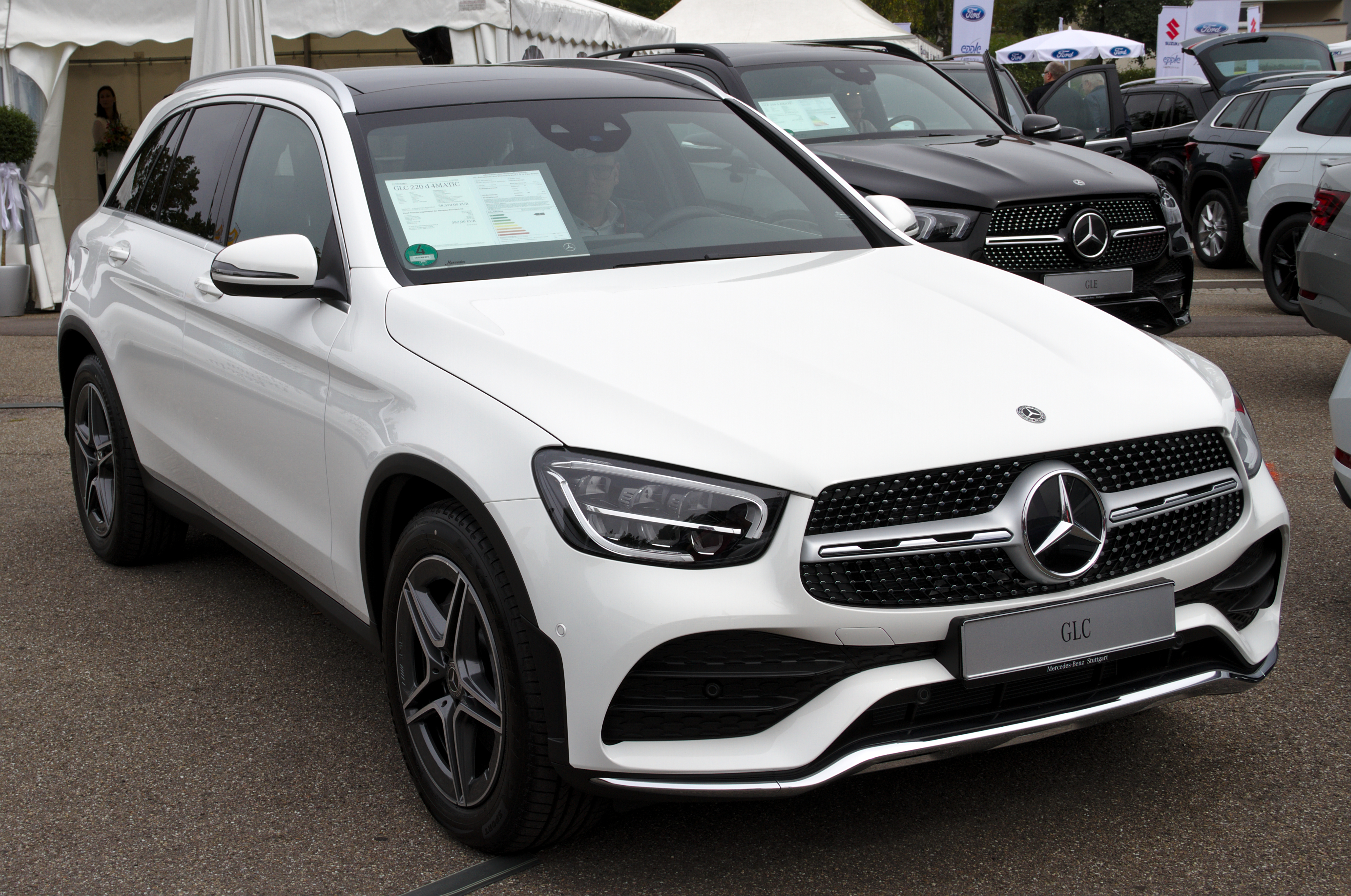
Mercedes-Benz GLC 300 (з 2019)

На Женевському автосалоні 2019 Mercedes представив оновлений GLC як модель 2020 року. Нові функції включають оновлену операційну систему MBUX, яку можна активувати, сказавши «Привіт, Мерседес», нові двигуни, нове кермо та 12,3-дюймову цифрову кабіну.
Варіант Coupé був представлений на Міжнародному автосалоні в Нью-Йорку 2019 року.

### Mercedes-Benz GLC 300 e 4Matic
В вересні 2019 року дебютував гібрид GLC 300 e 4Matic, що заряджається від розетки. В Автомобілі працює бензиновий 2.0 з віддачою 211 к.с., 350 Нм і електромотор на 122 к.с., 440 Нм. Комбінована віддача системи складає 320 к.с., 700 Нм. Тяговий акумулятор тут 13,5 кВт•год. Він забезпечує автомобілю пробіг 39-43 км по циклу WLTP тільки на одній електриці або 46-49 км по циклу NEDC. Максимальна швидкість обмежена електронікою на рівні 230 км/год (тільки на електромоторі можна розвинути 130), а розгін з нуля до сотні займає 5,7 с.
З 2021 модельного року Mercedes-Benz припинив випуск гібридного кросовера GLC. 
В 2022, який став останнім модельним роком для GLC першого покоління, з лінійки двигунів зникли варіанти V8.

### Двигуни
| Паливо | Модель       | Роки виробництва | Код двигуна        | Об'єм    | Потужність                                                      | Крутний момент             |
| ------ | ------------ | ---------------- | ------------------ | -------- | --------------------------------------------------------------- | -------------------------- |
| Бензин | GLC 250      | з 06/2015        | M 274 DE 20 AL     | 1991 см³ | 211 к.с. (155 кВт) при 5500 об/хв                               | 350 Нм при 1200–4000 об/хв |
| Бензин | GLC 300      | з 2016           | M 274 DE 20 AL     | 1991 см³ | 245 к.с. (180 кВт) при 5500 об/хв                               | 370 Нм при 1300–4000 об/хв |
| Бензин | GLC 43 AMG   | з 06/2016        | M 276 DE 30 AL     | 2996 см³ | 367 к.с. (270 кВт) при 5500–6000 об/хв                          | 520 Нм при 2000–4200 об/хв |
| Бензин | GLC 63 AMG   | з 2017           | M 177 DE 40 AL     | 3982 см³ | 476 к.с. (350 кВт) при 5500–6250 об/хв                          | 650 Нм при 1750–4500 об/хв |
| Бензин | GLC 63 AMG S | з 2017           | M 177 DE 40 AL     | 3982 см³ | 510 к.с. (375 кВт) при 5500–6250 об/хв                          | 700 Нм при 1750–4500 об/хв |
| Дизель | GLC 200 d    | з 2016           | OM 626 DE 16 LA    | 1598 см³ | 136 к.с. (100 кВт) при 3800 об/хв                               | 300 Нм при 1500–3000 об/хв |
| Дизель | GLC 220 d    | з 06/2015        | OM 651 DE 22 LA    | 2143 см³ | 170 к.с. (125 кВт) при 3000–4200 об/хв                          | 400 Нм при 1400—2800 об/хв |
| Дизель | GLC 250 d    | з 06/2015        | OM 651 DE 22 LA    | 2143 см³ | 204 к.с. (150 кВт) при 3800 об/хв                               | 500 Нм при 1600—1800 об/хв |
| Дизель | GLC 350 d    | з 10/2016        | OM 642 LS DE 30 LA | 2987 см³ | 258 к.с. (190 кВт) при 3400 об/хв                               | 620 Нм при 1600—2400 об/хв |
| Гібрид | GLC 350 e    | з 2016           | M 274 DE 20 AL     | 1991 см³ | 211 к.с. + 116 к.с. (155 кВт + 85 кВт) разом 327 к.с. (240 кВт) | разом 560 Нм               |

### Безпека
Mercedes-Benz GLC-клас отримав премію Euro NCAP як кращий автомобіль у своєму класі.
Майже всі системи допомоги водієві, які знайомі з автомобілів C-, E- і S-класу, доступні в GLC-класі. В рамках концепції Intelligent Drive ці системи об'єднують дані з різних сенсорних технологій для підвищення комфорту і безпеки водіння транспортного засобу.
Автомобіль обладнаний 3-точковими ременями безпеки з натяжителями, звичайними, віконними (англ. windowbag) і колінними (англ. kneebag)  подушками безпеки. Сидіння переднього пасажира може бути додатково оснащено автоматичним дитячим сидінням (в цьому випадку передня подушка безпеки самостійно відключається з метою недопущення травмування дитини і включається назад при демонтажі сидіння).
Стандартними для всіх версій GLC-класу є системи:
- COLLISION PREVENTION ASSIST PLUS — система запобігання зіткнень: контролює дистанцію, автономно застосовує гальма
- Crosswind Assist — виявляє пориви вітру, які можуть впливати на поведінку автомобіля і допомагає запобігти аварії шляхом пригальмовування
- Headlamp Assist з датчиками дощу і світла — автоматично вмикає світло при необхідності (темний час доби, рух в тунелі), управляє склоочисниками
- ATTENTION ASSIST — система попередження сну, не дозволяє водієві заснути, попереджаючи про необхідність зупинки через певні проміжки відстані

Додатковий пакет Driving Assistance Plus розширює активну безпеку автомобіля і включає наступні технології:
- DISTRONIC PLUS (автоматичний круїз-контроль) з системою Steering Assist і Stop & Go Pilot
- Гальмівна система з технологією PRE-SAFE® і виявленням пішоходів
- BAS PLUS (гальмівний асистент) з системою Cross-Traffic Assist
- Active Blind Spot Assist
- Active Lane Keeping Assist — система утримання в смузі: попереджає вібрацією рульового колеса, при необхідності застосовує гальма
- PRE-SAFE® PLUS з новою системою захисту від наїзду рухомого ззаду автомобіля, що використовує радіолокаційний датчик в задньому бампері

Крім того в автомобілі може бути встановлена система Traffic Sign Assist, яка сповіщає водія про швидкісні обмеження, неприпустимість обгону або наявності забороняють рух знаків.
Версії GLC, обладнані світлодіодним оптикою з технологією Intelligent Light System, оснащені системою Adaptive Highbeam Assist Plus (автоматично управляє фарами, перемикає ближнє світло на дальній).
Новинкою серії став Head-Up дисплей (HUD). За допомогою нього важлива інформація відображається безпосередньо в полі зору водія на лобовому склі, що знімає з останнього необхідність переводити погляд з дорожньої обстановки на приладову панель. Дисплей надає інформацію про швидкість, обмеження по швидкості, навігаційні інструкції та повідомлення з системи DISTRONIC.
Моделі 2020 постачаються з чотирма роками або 80.467 км пробігу гарантії. За результатами краш-тестів «Національне управління безпекою руху на трасах» США дало GLC п’ять з п’яти зірок. Стандартними елементами безпеки є камера заднього виду, система контролю стану водія, система активної допомоги при гальмуванні і система «Crosswind Assist». У базу також увійшла система «Pre-Safe», яка натягує ремені безпеки і зачиняє вікна в разі виявлення неминучості зіткнення. Доступними стали система «Pre-Safe Plus», система активної допомоги при паркуванні, допомога руху по смузі, система регулювання швидкості, функція розпізнавання дорожніх знаків, система камер навколишнього огляду, функція виявлення пішоходів, моніторинг сліпих зон, попередження про перехресний рух позаду та проєкційна приладова панель на вітровому склі.

### AMG модифікації

#### GLC 43

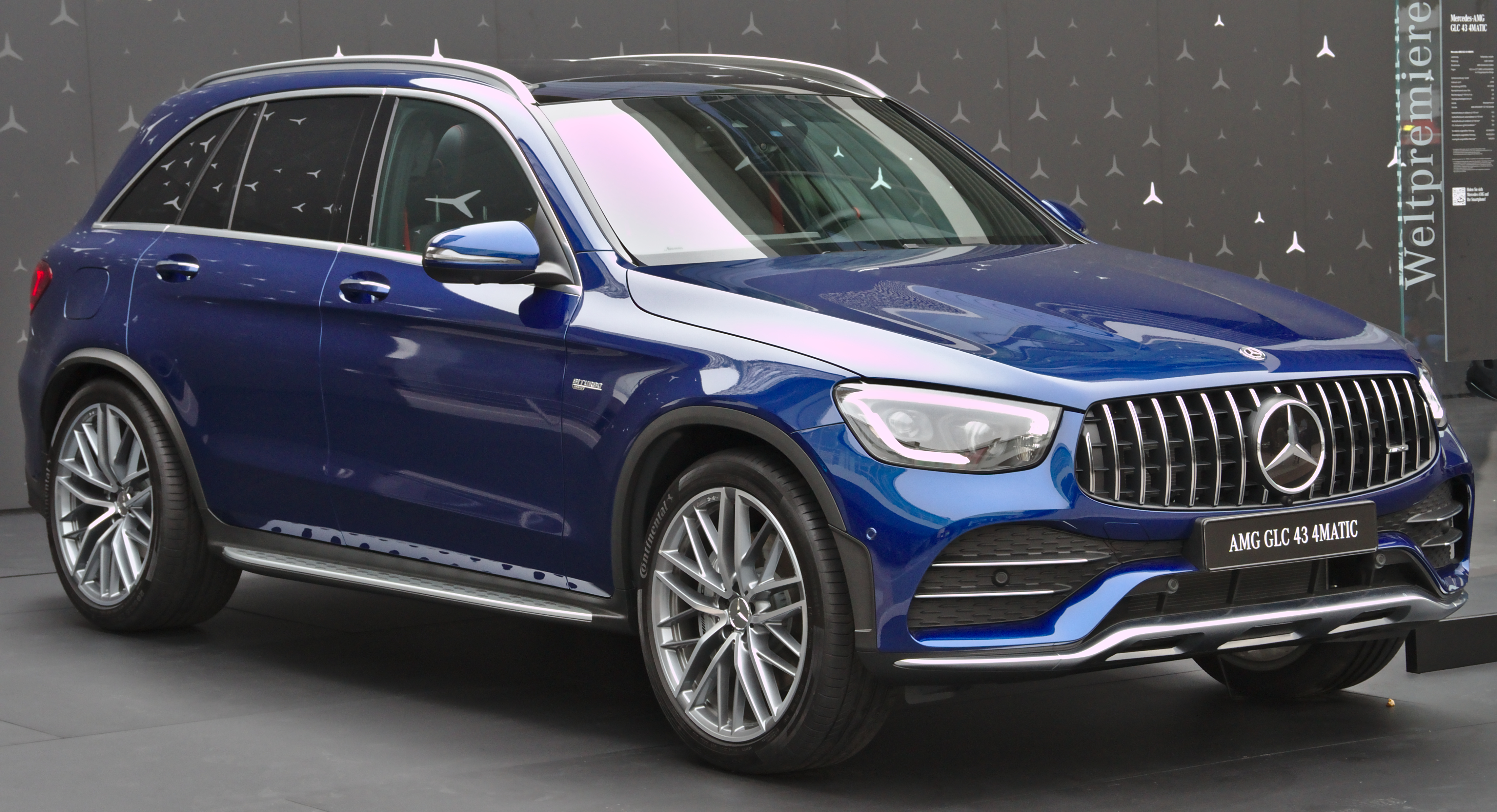
Mercedes-AMG GLC43 4MATIC (X253)

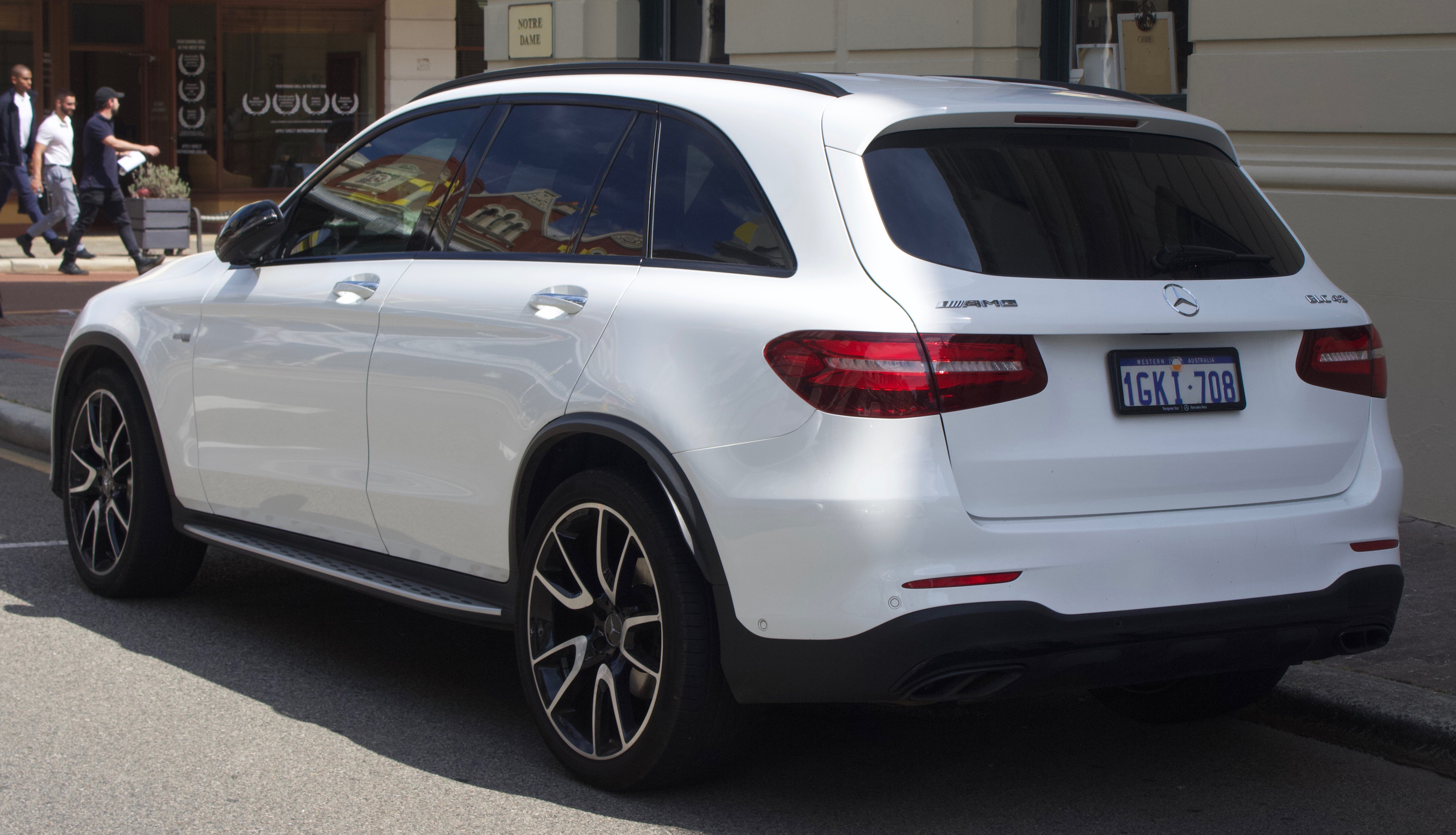
Mercedes-AMG GLC43 4MATIC (X253)

Під капотом Mercedes-AMG GLC 43 4Matic+ — форсована V-подібна «шістка» 3.0 з індексом M276 потужністю 367 к.с. і 520 Нм. В парі з «автоматом» 9G-Tronic і повним приводом (розподіл тяги в нормі 31:69 на користь задньої осі) агрегат V6 розганяє автомобіль з місця до сотні за 4,9 с (максималка обмежена на рівні 250 км/год).
Спортивне шасі, створене на основі пневматичної підвіски Air Body Control, тут не просто отримало інші настройки. Спереду з'явилися більш жорсткі шарніри і нові поворотні кулаки. Також на обох осях змінені еластокінематика і кути установки коліс.
Як і побратимам з Аффальтербаха, моделі GLC 43 за замовчуванням покладені система Dynamic Select (п'ять режимів, від економічного до індивідуального), адаптивна підвіска з трьома рівнями демпфірування, електронна стабілізація з трьома режимами, перенастроєне рульове управління із змінним передавальним відношенням, посилені гальма (спереду диски на 360 мм і чотирипоршневі супорти, ззаду — на 320 мм і однопоршневі).
Паркетник отримав і ряд зовнішніх доопрацювань по давно відпрацьованою схемою: глянцево-чорна решітка радіатора з хромованими декоративними елементами, AMG-бампери і вихлопні патрубки, глянцево-чорні п'ятишприхові колісні диски AMG (шини: 235/55 R19 спереду і 255/50 R19 ззаду).

#### GLC 63/63S

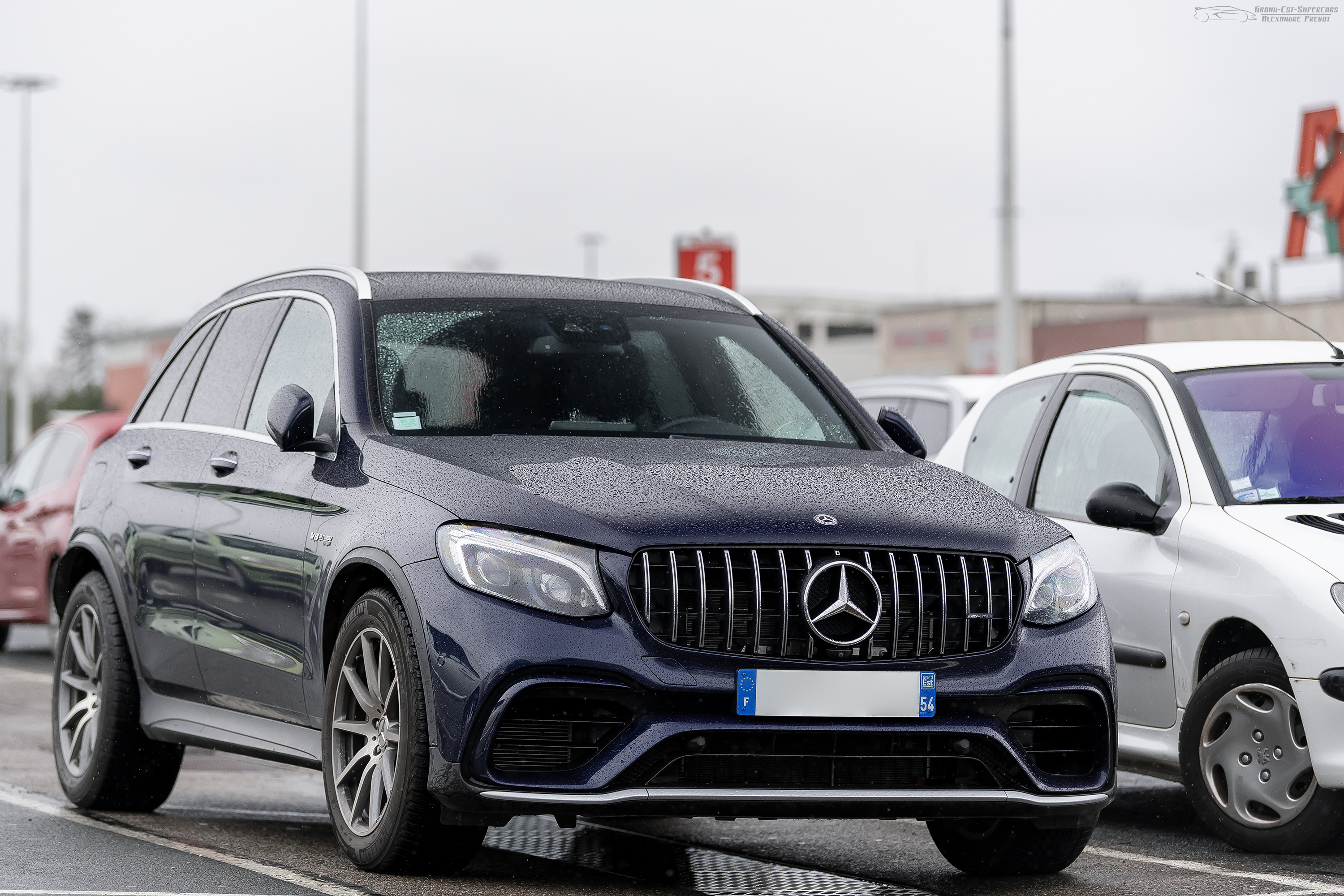
Mercedes-AMG GLC 63 4MATIC (X253)

Mercedes-AMG GLC 63 4Matic+ у стандартній версії досягає сотні за 4 с, а ось в S-виконанні — за 3,8 с. Максимальна швидкість обмежена на позначці 250 км/год.
Під капот німці запхали 4.0 літровий V8 від спорткара Mercedes-AMG GT (від нього ж і решітка радіатора Panamericana grille). Алюмінієвий блок, два турбокомпресора в його розвалі, впорскування палива в циліндри до семи раз за цикл. Спочатку мотор розвиває чималі 476 к.с. і 650 Нм, але у модифікації S віддача і зовсім збільшена до 510 к.с. і 700 ньютон-метрів. Споряджена маса кросовера Mercedes-AMG GLC 63 і GLC 63 S становить 1925 і 1935 кг відповідно.
За замовчуванням автомобілі комплектуються дев'ятиступеневою автоматичною коробкою передач AMG Speedshift MCT, у якій замість гідротрансформатора використовується пакет мокрих фрикціонів, а також повним приводом з електромеханічною муфтою на передній осі. Базові 63-ті до того ж оснащені механічним блокуванням заднього диференціала, а 63 S — електроннокерованим активним диференціалом.

## Друге покоління (X254; з 2022)

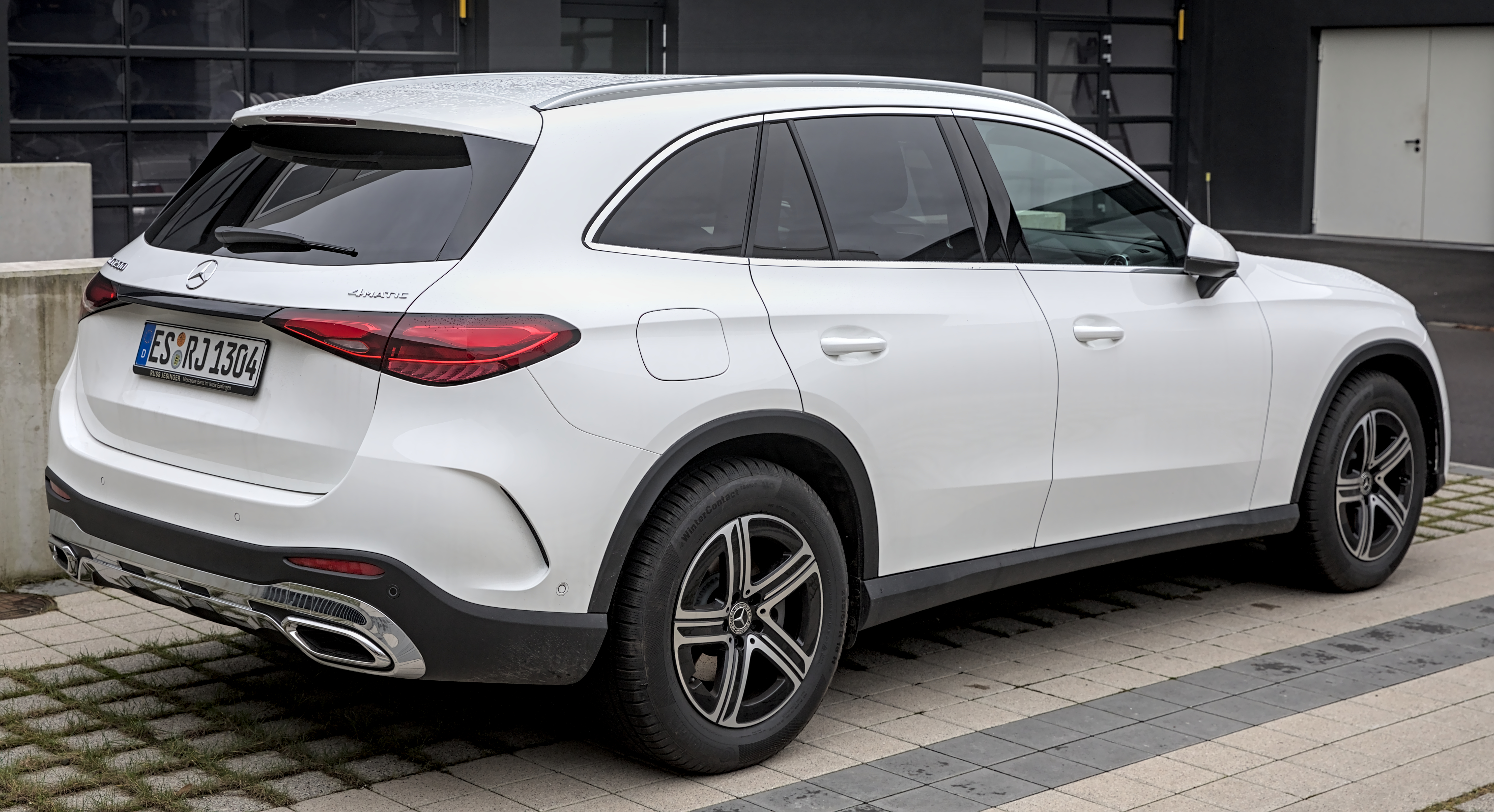
Mercedes-Benz 400e (X254)

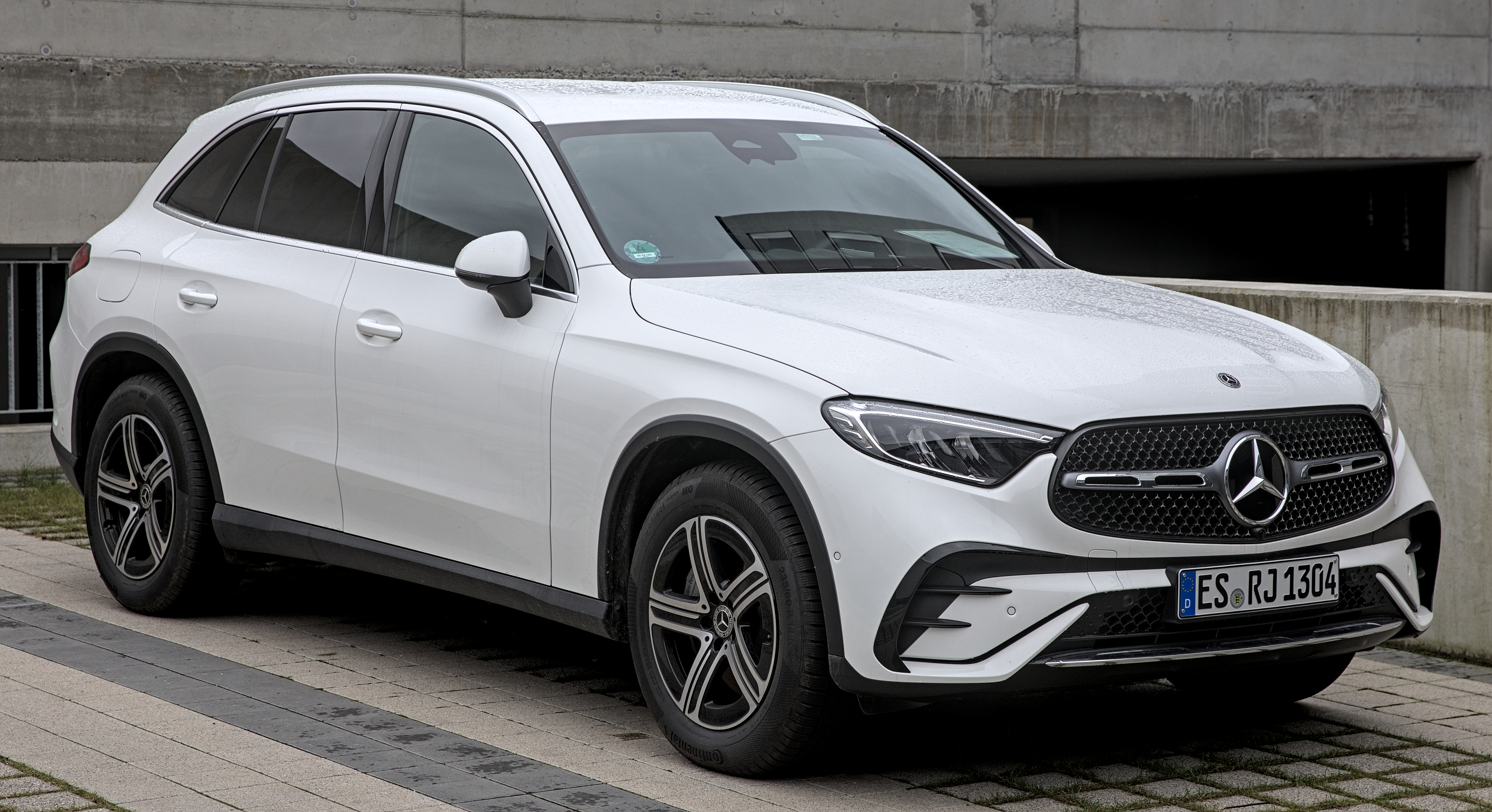
Mercedes-Benz 400e (X254)

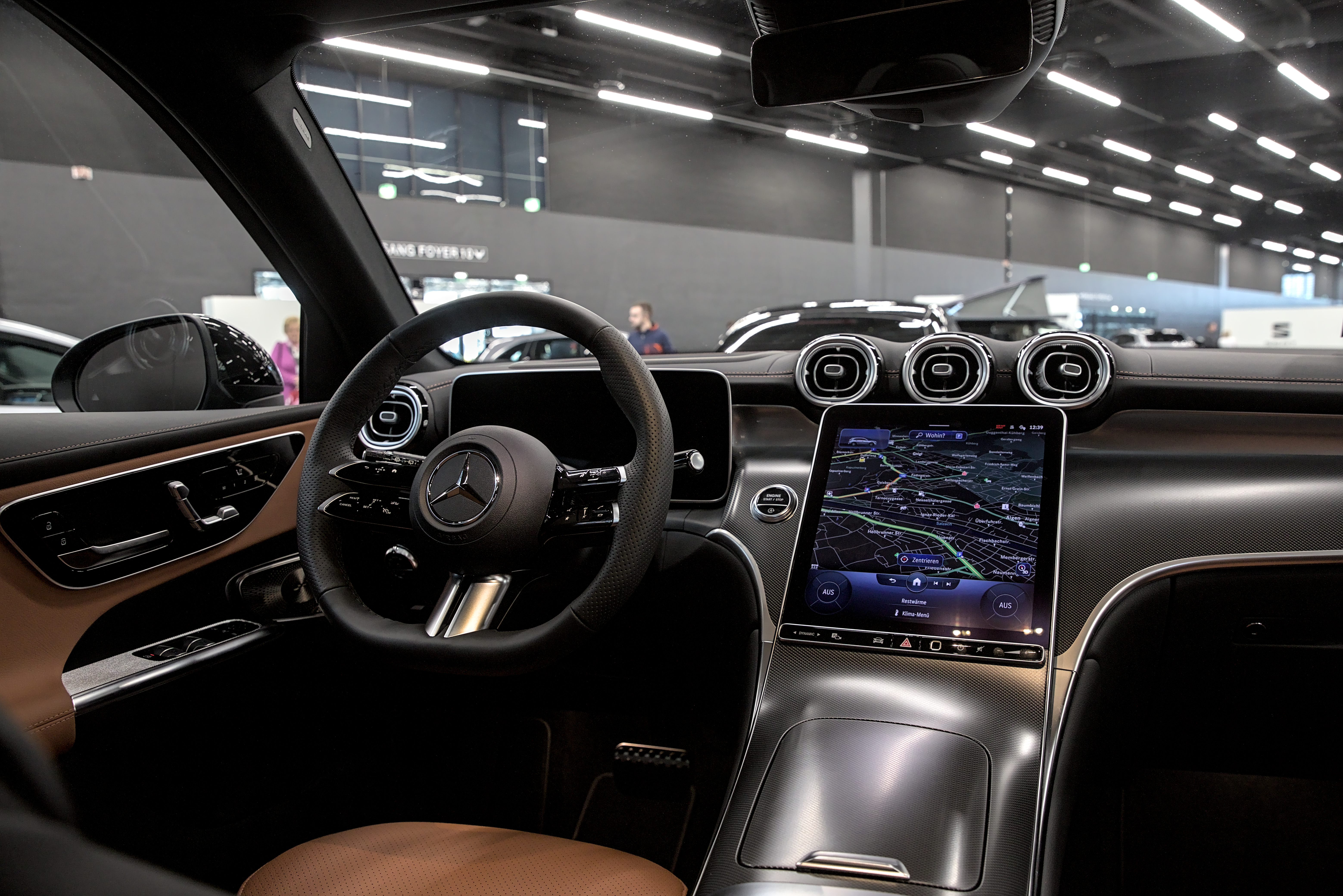

Друге покоління GLC було представлено в червні 2022 року. Автомобіль збудовано на платформі Mercedes-Benz MRA 2. Як і C-клас W206, всі моделі будуть оснащені чотирициліндровими двигунами з технологією MHEV. Для тих, хто шукає кращої економії, на вибір також є три PHEV. X254 GLC також більший за свого попередника.
У 2024 році Mercedes додав до лінійки оновлені версії GLC Coupe та AMG GLC 43.
У 2025 році Mercedes-Benz GLC-Class поповнив лінійку плагін-гібридною моделлю GLC 350e. Також з'явилась версія AMG GLC 63 SE Performance потужністю 671 к.с.

### Двигуни
Бензинові:
- 2.0 L M254 E20 mild hybrid turbo (EQ Boost) I4 227 к.с. 320 Нм
- 2.0 L M254 E20 mild hybrid turbo (EQ Boost) I4 281 к.с. 400 Нм
- 2.0 L M139 E20 DEH LA mild hybrid turbo (EQ Boost) I4 435 к.с. 650 Нм

Бензинові PHEV:
- 2.0 L M254 E20 PHEV turbo (EQ Power+) I4 + електродвигун 313 к.с. 550 Нм
- 2.0 L M254 E20 PHEV turbo (EQ Power+) I4 + електродвигун 381 к.с. 650 Нм
- 2.0 L M139 E20 DEH LA PHEV turbo (EQ Power+) I4 + електродвигун 680 к.с. 1020 Нм

Дизельні:
- 2.0 L OM654M mild hybrid turbo (EQ Boost) I4 183 к.с. 380 Нм
- 2.0 L OM654M mild hybrid turbo (EQ Boost) I4 220 к.с. 440 Нм
- 2.0 L OM654M mild hybrid turbo (EQ Boost) I4 292 к.с. 550 Нм
- 3.0 L OM656M mild hybrid turbo (EQ Boost) I6 390 к.с. 750 Нм

Дизельні plug-in hybrid:
- 2.0 L OM654 turbo PHEV I4 + електродвигун 333 к.с. 750 Нм

## Продаж
| рік  | Європа  | США    | Мексика |
| ---- | ------- | ------ | ------- |
| 2015 | 17,708  | 4,569  | 1,046   |
| 2016 | 70,349  | 47,788 | 1,263   |
| 2017 | 111,193 | 48,643 | 3,603   |
| 2018 | 125,143 | 69,729 | 5,295   |
| 2019 | 109,095 | 73,655 | 5,275   |
| 2020 | 99,160  | 33,987 | 3,107   |
| 2021 | 74,949  | 51,805 |         |